# Tanya Chisholm
Tanya Chisholm (ur. 1 lipca 1983) – amerykańska aktorka i tancerka.
Znana głównie z roli Kelly Wainwright z serialu młodzieżowego Nickelodeon Big Time Rush. Wystąpiła także w innych filmach jak: High School Musical 2, Legalne blondynki i wielu innych.

## Filmografia
- 2012: Big Time Rush w akcji jako Kelly Wainwright
- 2009–2013: Big Time Rush jako Kelly Wainwright
- 2009: Legalne blondynki jako Marcie
- 2009: Fired Up! jako Denise
- 2007: High School Musical 2 jako Jackie
- 2007: Cory w Białym Domu jako Nicole (gościnnie)
- 2007: Dowody zbrodni jako Crystal Stacy (gościnnie)
- 2007: Zaklinacz dusz jako Kimberly Allen (gościnnie)
- 2006: Weronika Mars jako Nancy Cooper (gościnnie)